# Liste der Naturdenkmale in Mönchengladbach
Die Liste der Naturdenkmale in Mönchengladbach umfasst mit Stand vom 15. Mai 2008 insgesamt 103 Naturdenkmale in Mönchengladbach.
Von diesen Naturdenkmalen befinden sich 87 innerhalb der im Zusammenhang bebauten Ortsteile und des Geltungsbereiches von Bebauungsplänen. Geschützt werden Baumexemplare von einheimischen und nicht-einheimischen Arten insbesondere aufgrund ihres Alters, Größe oder Stammumfangs.
Davon liegen 30 in Rheydt-Mitte, 20 in Stadtmitte, 7 in Neuwerk, 5 in Odenkirchen, 5 in Wickrath, 5 in Rheindahlen, 4 in Hardt,4 in Rheydt-West, 3 im Volksgarten, 2 in Giesenkirchen, und dazu je 1 in Wanlo und Wickrath-West.
Der Landschaftsplan der Stadt Mönchengladbach nennt 16 weitere Naturdenkmale auf Flächen außerhalb der im Zusammenhang bebauten Ortsteile und des Geltungsbereiches der Bebauungspläne, bzw. ausnahmsweise auch auf den Geltungsbereich eines Bebauungsplans, soweit dieser die land- und forstwirtschaftliche Nutzung oder Grünflächen festsetzt.

## Naturdenkmale

### Im Innenbereich/Geltungsbereich von Bebauungsplänen
| Bild | Nr. | Bezeichnung                                                       | Stadtteil           | Lage | Schutzgrund                                                                        | Alter (2007), Höhe, Stammumfang | Bemerkungen                                                                                    |
| ---- | --- | ----------------------------------------------------------------- | ------------------- | --- | ---------------------------------------------------------------------------------- | --- | ---------------------------------------------------------------------------------------------- |
|      | 1   | Blutbuche (Fagus sylvatica „atropunicea“)                         | Bettrath-Hoven      | Hansastr. 55; gegenüber Alfons-Schulz-Str. 22–24, am Spielplatz des Kindergartens 51° 13′ 19,9″ N, 6° 27′ 3,6″ O | Schönheit, Stadtbild prägend                                                       | 130–150 Jahre. Höhe 30 m, Stammumfang 4,10 m |                                                                                                |
|      | 2   | Rosskastanie (Aesculus carnea)                                    | Bettrath-Hoven      | Hansastr. 3; im Vorgarten der ehemaligen Sonderschule 51° 13′ 22,8″ N, 6° 27′ 17,6″ O | Seltenheit, Stadtbild prägend                                                      | 60–80 Jahre. Höhe 20,5 m, Stammumfang 2,15 m | rosarote Blüte, Art „carnea“                                                                   |
|      | 3   | Stieleiche (Quercus robur)                                        | Flughafen           | Broichmühlenweg 75; westlich des Hauses, gegenüberliegende Wegseite 51° 13′ 45,6″ N, 6° 28′ 56,3″ O | Stadtbild prägend                                                                  | ca. 130 Jahre. Höhe 25 m, Stammumfang 2,90 m |                                                                                                |
|      | 4   | Rosskastanie (Aesculus hippocastanum)                             | Hardt               | Vorster Str. 522, 524; im Ortskern von Hardt auf dem Bürgersteig 51° 12′ 19,1″ N, 6° 20′ 33″ O | Stadtbild prägend, kulturhistorisch bedeutsam                                      | 110 Jahre. Höhe 19,5 m, Stammumfang 2,70 m | kulturhist. Standort                                                                           |
|      | 5   | Silberlinde (Tilia tomentosa)                                     | Venn                | Mürriger Str. 7; südwestlich des Hauses im Garten 51° 12′ 8″ N, 6° 23′ 15,5″ O | Schönheit, Stadtbild prägend, Größe, am 7. Juni 2024 umgekippt                     | ca. 130 Jahre. Höhe 30 m, Stammumfang 4,35 m | größter Stammumfang dieser Baumart                                                             |
|      | 6   | 3 Tulpenbäume (Liriodendron tulipifera)                           | Windberg            | Hauptfriedhof Viersener Straße / Stakelberg; 35 m nördl. des Haupteingangs am Stakelberg beiderseits des Hauptwegs 51° 12′ 36,7″ N, 6° 25′ 28,2″ O | Schönheit, Seltenheit, Alter, Größe                                                | 110–120 Jahre. 1. zweistämmg. Ex. im NO: H 36 m; Stamm a im O: U 3,05 m; Stamm b im W: U 3,65 m; 2. Ex. (Mitte): H 37 m, Stammumfang 3,40 m; 3. Ex. im SW: H 34 m, Stammumfang 3,55 m           | die einzigen großen Exemplare der Baumart                                                      |
|      | 7   | Hängebuche (Fagus silvatica „pendula“)                            | Windberg            | Porzeltstr., zwischen Haus Nr. 14 und 10/11; 10 m von der westlichen Gartengrenze auf der Rasenfläche 51° 12′ 27,3″ N, 6° 25′ 53″ O | Schönheit, Seltenheit, Stadtbild prägend, gefährdet                                | 110–120 Jahre. 1. zweistämmg. Ex. im NO: H 36 m; Stamm a im O: U 3,05 m; Stamm b im W: U 3,65 m; 2. Ex. (Mitte): H 37 m, Stammumfang 3,40 m; 3. Ex. im SW: H 34 m, Stammumfang 3,55 m           | einziges Exemplar der Varietät und Größe                                                       |
|      | 8   | Rosskastanie (Aesculus hippocastanum)                             | Eicken              | Heinz-Ditgens-Straße; im Neubaugebiet südlich der Heinz-Ditgens-Straße 51° 12′ 47,9″ N, 6° 26′ 28,7″ O | Schönheit, Stadtbild prägend                                                       | 100–120 Jahre. Höhe 24 m, U 3,10 m |                                                                                                |
|      | 9   | Stieleiche (Quercus robur)                                        | Uedding             | Myllendonker Str. 16; zwischen Haus Nr. 16 und 12 51° 12′ 16,9″ N, 6° 28′ 41,2″ O | Schönheit, Alter, Stadtbild prägend, Größe, gefährdet                              | ca. 130 Jahre. Höhe 25 m, Stammumfang 2,90 m |                                                                                                |
|      | 10  | Silberlinde (Tilia tomentosa)                                     | Uedding             | Am Lauterkamp; im Garagenhof hinter dem Hausgarten von Haus Nr. 27 51° 12′ 16,9″ N, 6° 28′ 46,6″ O | Schönheit, Seltenheit, Alter, Stadtbild prägend                                    | ca. 120 Jahre. Höhe 28 m, Stammumfang 2,70 m |                                                                                                |
|      | 11  | 3 Silberlinden (Tilia tomentosa)                                  | Uedding             | Am Lauterkamp; nördl. des Garagenhofs auf städtischer Grünfläche 51° 12′ 17,5″ N, 6° 28′ 46,2″ O | Schönheit, Seltenheit, Alter, Stadtbild prägend                                    | ca. 120 Jahre. 1. Ex im W: H 28 m, Stammumfang 3,60 m 2. Ex. im O: H 28 m, Stammumfang 2,90 m 3. Ex. (Mitte): H 33 m, Stammumfang 2,90 m                                                        | Drei Linden in Reihe; Nr. 3 ist höchstes Exemplar der Art                                      |
|      | 12  | Winterlinde-Kopfbaum (Tilia cordata)                              | Uedding             | An den Hüren; zwischen altem und neuem Friedhof am südlichen Ende der Straßenverengung 51° 12′ 46,4″ N, 6° 28′ 53,4″ O | Seltenheit, Alter, Stadtbild prägend                                               | mindestens 200 Jahre. Höhe 6 m, Stammumfang 3,25 m | kulturhistorisch bedeutsame „Gerichts-/Henkerslinde“, einziger Kopfbaum dieser Art             |
|      | 13  | Eibe (Taxus baccata)                                              | Lürrip              | Neusser Straße, Höhe Einmündung Pilgramsweg; südlich der Kapelle an der Straße 51° 12′ 1,8″ N, 6° 29′ 17,5″ O | Schönheit, Alter, Stadtbild prägend, kulturhistorisch bedeutsam                    | ca. 530 Jahre. Höhe 16 m, Stammumfang 3,80 m | ältestes Exemplar der Art                                                                      |
|      | 14  | 2 Stieleichen (Quercus robur)                                     | Hardt               | Vorster Str. 292; südlich des Hauses an der Straße 51° 11′ 57,5″ N, 6° 21′ 12,6″ O | Schönheit, Stadtbild prägend, gefährdet                                            | ca. 150 Jahre. Höhe 28 m, Stammumfang 3,50 m | etablierte Kronengemeinschaft                                                                  |
|      | 15  | Stieleiche (Quercus robur)                                        | Hardt               | Vorster Str. 98; südöstl. Grundstücksecke, am Stichweg von der Vorster Str. nach. 45 m vor der Scheune 51° 11′ 55″ N, 6° 22′ 2,4″ O | Schönheit, Alter, Stadtbild prägend, Größe                                         | 130–150 Jahre. Höhe 30 m, Stammumfang 3,85 m | zweitgrößtes Exemplar der Art                                                                  |
|      | 16  | Platane (Platanus acerifolia)                                     | Stadtmitte          | Franz-Brandts-Allee; Brandtsgarten, Mitte Park 51° 11′ 38,4″ N, 6° 25′ 26″ O | Schönheit, Alter, Stadtbild prägend, Größe                                         | ca. 150 Jahre. Höhe 38 m, Stammumfang 4,90 m |                                                                                                |
|      | 17  | Platane (Platanus acerifolia)                                     | Stadtmitte          | Franz-Brandts-Allee; Brandtsgarten, nördl. Ecke zur Aachener Straße 51° 11′ 38,4″ N, 6° 25′ 30″ O | Schönheit, Alter, Stadtbild prägend                                                | ca. 150 Jahre. Höhe 34 m, Stammumfang 4,50 m |                                                                                                |
|      | 18  | Platane (Platanus acerifolia)                                     | Stadtmitte          | Franz-Brandts-Allee; Brandtsgarten, südl. Ecke zur Aachener Straße 51° 11′ 37,3″ N, 6° 25′ 30,4″ O | Schönheit, Alter, Stadtbild prägend                                                | ca. 150 Jahre. Höhe 30 m, Stammumfang 4,90 m |                                                                                                |
|      | 19  | Sumpfzypresse (Taxodium distichum)                                | Stadtmitte          | Speicker Straße 49; 12 m westl. der nordwestl. Gebäudeecke / Eingang 51° 11′ 26,3″ N, 6° 25′ 49,4″ O | Schönheit, Seltenheit, Alter, Stadtbild prägend, Größe, gefährdet                  | ca. 150 Jahre. Höhe 26 m, Stammumfang 3,50 m |                                                                                                |
|      | 20  | Blutbuche (Fagus sylvatica „atropunicea“)                         | Westend             | Abteistraße 37 / Probstei; Mitte Probsteigarten 51° 11′ 32,2″ N, 6° 25′ 57″ O | Schönheit, Alter, Stadtbild prägend, Größe                                         | 120–150 Jahre. Höhe ca. 32 m, Stammumfang 3,70 m | besonders eindrucksvolles und höchstes Exemplar der Art                                        |
|      | 21  | Traueresche (Fraxinus excelsior „pendula“)                        | Stadtmitte          | Abteistraße / Spatzenberg; im südlichen Rondell der alten Stadtmauer im Abteigarten 51° 11′ 30,5″ N, 6° 25′ 58,1″ O | Stadtbild prägend, kulturhistorisch bedeutsam                                      | ca. 130 Jahre. Höhe 19,5 m, Stammumfang 2,30 m |                                                                                                |
|      | 22  | Platane (Platanus acerifolia)                                     | Stadtmitte          | Fliescherberg; Südspitze Hans-Jonas-Park, nach 30 m vom Fliescherberg aus 15 m nördlich am Aufgang zum Johann-Peter-Boelling-Platz 51° 11′ 31,9″ N, 6° 26′ 7,8″ O | Alter, Stadtbild prägend, Größe                                                    | ca. 160 Jahre. Höhe ca. 42 m, Stammumfang 5,30 m | größtes und höchstes Exemplar der Art                                                          |
|      | 23  | Fächerblattbaum (Ginkgo biloba)                                   | Stadtmitte          | Viersener Str. 36; 10 m östl. des Hauses, an der nordwestl. Parkplatzecke in Verlängerung der Zufahrt Regentenstr. 9 51° 11′ 49,4″ N, 6° 26′ 0″ O | Stadtbild prägend, Größe                                                           | 120 Jahre. Höhe 25 m, Stammumfang 2,85 m |                                                                                                |
|      | 24  | Spitzahorn (Acer platanoides)                                     | Stadtmitte          | Viersener Str. 8; östlich des Kino-Centers, nördl. von ND 25 51° 11′ 43,4″ N, 6° 26′ 7,8″ O | Stadtbild prägend                                                                  | ca. 100 Jahre. Höhe 27,50 m, Stammumfang 2,85 m | etablierte Kronengemeinschaft mit ND 25                                                        |
|      | 25  | 2 Blutbuchen (Fagus sylvatica „atropunicea“)                      | Stadtmitte          | Viersener Str. 8; östlich des Kino-Centers, südl. von ND 24 51° 11′ 43,1″ N, 6° 26′ 8,2″ O | Schönheit, Stadtbild prägend                                                       | ca. 140 Jahre. Höhe 31 m 1. Ex. im W: U 4,30 m 2. Ex. im O: U 3,25 m | etablierte Kronengemeinschaft mit ND 24                                                        |
|      | 26  | Blutbuche (Fagus sylvatica „atropunicea“)                         | Stadtmitte          | Wallstr. 10/12; Innenhof des Gebäudekomplexes 51° 11′ 40,6″ N, 6° 26′ 5,6″ O | Alter, Stadtbild prägend                                                           | ca. 140 Jahre. Höhe 31 m 1. Ex. im W: U 4,30 m 2. Ex. im O: U 3,25 m |                                                                                                |
|      | 27  | Platane (Platanus acerifolia)                                     | Westend             | Rheydter Str. 42; an der rückwärtigen Gartengrenze, Westecke, zum Vituspark 51° 11′ 19″ N, 6° 26′ 4,9″ O | Schönheit, Stadtbild prägend                                                       | ca. 140 Jahre. Höhe 36 m, Stammumfang 4,45 m |                                                                                                |
|      | 28  | Winterlinde (Tilia cordata)                                       | Westend             | Rheydter Str. 42; an der rückwärtigen Gartengrenze, Ostecke, zum Vituspark 51° 11′ 19″ N, 6° 26′ 7,1″ O | Schönheit, Stadtbild prägend                                                       | 120–140 Jahre. Höhe 40 m, Stammumfang 3,80 m |                                                                                                |
|      | 29  | Libanonzeder (Cedrus libani)                                      | Westend             | Rheydter Str. 60; im Hausgarten 30 m hinter dem Haus 51° 11′ 17,9″ N, 6° 26′ 10″ O | Schönheit, Seltenheit, Stadtbild prägend, Größe                                    | 100–120 Jahre. Höhe 21 m, Stammumfang 3,65 m | größtes Exemplar der Art                                                                       |
|      | 30  | Platane (Platanus acerifolia)                                     | Stadtmitte          | Viktoriastr. 58; im Hausgarten 75 m hinter dem Haus 51° 11′ 22,6″ N, 6° 26′ 23,6″ O | Schönheit, Stadtbild prägend                                                       | ca. 150 Jahre. Höhe 40 m, Stammumfang 5,05 m |                                                                                                |
|      | 31  | Mammutbaum (Sequoia gigantea)                                     | Stadtmitte          | Viktoriastr. 58; im Hausgarten 30 m hinter dem Haus 51° 11′ 22,9″ N, 6° 26′ 26,2″ O | Schönheit, Seltenheit, Stadtbild prägend, Größe                                    | 120–150 Jahre. Höhe ca. 38 m, Stammumfang ca. 4,70 m | größtes Exemplar der Art                                                                       |
|      | 32  | Fächerblattbaum (Ginkgo biloba)                                   | Hardterbroich-Pesch | Güterstraße; 22 m nördl. der Gewerblichen Schulen, am südl. Straßenrand 51° 11′ 52,4″ N, 6° 26′ 55″ O | Schönheit, Seltenheit, Stadtbild prägend                                           | 100–120 Jahre. Höhe 19,5 m, Stammumfang ca. 3,20 m |                                                                                                |
|      | 33  | Blutbuche (Fagus sylvatica „atropunicea“)                         | Hardterbroich-Pesch | Grasfreed; östlich von Haus Nr. 58, am nördl. Spielplatzrand 51° 11′ 12,5″ N, 6° 28′ 3,7″ O | Schönheit, Alter, Stadtbild prägend                                                | mindestens 100 Jahre. Höhe 25 m, Stammumfang 4,75 m |                                                                                                |
|      | 34  | Stieleiche (Quercus robur)                                        | Rheindahlen-Land    | Herdt 79; westlich des Hauses, an der Straße 51° 10′ 43,9″ N, 6° 20′ 37,3″ O | Schönheit, Alter, Stadtbild prägend                                                | 120–150 Jahre. Höhe 23 m, Stammumfang 3,55 m |                                                                                                |
|      | 35  | Scheinakazie (Robinia pseudoacacia)                               | Hehn                | Heiligenpesch 75; Kirchplatz, am Eingang des Pfarrhauses 51° 10′ 49,1″ N, 6° 22′ 21,4″ O | Seltenheit, Alter, Stadtbild prägend                                               | ca. 150 Jahre. Höhe 26 m, Stammumfang 3,80 m |                                                                                                |
|      | 36  | Blutbuche (Fagus sylvatica „atropunicea“)                         | Rheydt-Mitte        | Friedrich-Ebert-Str. 119; im Hausgarten, Südwestecke, an der Grenze zur Hohlstraße 51° 10′ 10,2″ N, 6° 26′ 20,4″ O | Stadtbild prägend, gefährdet                                                       | 120–150 Jahre. Höhe ca. 32 m, Stammumfang 3,80 m |                                                                                                |
|      | 37  | Blutbuche (Fagus sylvatica „atropunicea“)                         | Rheydt-Mitte        | Friedrich-Ebert-Str. 111; zentral im Hausgarten in Richtung Hohlstraße 51° 10′ 9,5″ N, 6° 26′ 21,8″ O | Schönheit, Alter, Stadtbild prägend                                                | 150–180 Jahre. Höhe 36 m, Stammumfang 5,50 m |                                                                                                |
|      | 38  | Linden-Allee (Tilia cordata)                                      | Stadtmitte          | Richard-Wagner-Straße; Mitte Straßenraum, auf dem Grünstreifen 51° 10′ 55,2″ N, 6° 26′ 32,6″ O | Seltenheit, Stadtbild prägend, Größe                                               | bis 60 Jahre. bis H 15–18 m bis U 0,95–1,60 m | unterschiedliches Alter/Höhe, teilweise Neupflanzung, zentrale Verbindungsfunktion             |
|      | 39  | Linden-Allee (Tilia cordata), Platanen (Platanus acerifolia)      | Stadtmitte          | Brucknerallee; Mitte Straßenraum, auf dem Grünstreifen 51° 10′ 26,4″ N, 6° 26′ 35,9″ O | Seltenheit, Stadtbild prägend, Größe                                               | bis 60 J bis H 15–18 m bis U 0,95–1,60 m | unterschiedliches Alter/Höhe, teilweise Neupflanzung von Platane, zentrale Verbindungsfunktion |
|      | 40  | Blutbuche (Fagus sylvatica „atropunicea“)                         | Rheydt-Mitte        | Logenstr. 8; unmittelbar neben der östl. Hausseite im Garten 51° 10′ 12,7″ N, 6° 26′ 28″ O | Schönheit, Alter, Stadtbild prägend, Größe                                         | 150–180 Jahre. Höhe 32 m, Stammumfang ca. 5,30 m |                                                                                                |
|      | 41  | Sumpfzypresse (Taxodium distichum)                                | Stadtmitte          | Freifläche Mühlenstraße – Friedrich-Ebert-Str.; 16 m westlich des Parkhauses in der Grünanlage 51° 10′ 6,7″ N, 6° 26′ 27,6″ O | Schönheit, Seltenheit, Stadtbild prägend                                           | ca. 150 Jahre. Höhe 26 m, Stammumfang 2,95 m |                                                                                                |
|      | 42  | Platane (Platanus acerifolia)                                     | Rheydt-Mitte        | Werner-Gilles-Straße - Mühlenstr.; im Norden des Schulgartens der Maria-Lenssen-Schule: östl. Ex. 51° 10′ 12,4″ N, 6° 26′ 35,5″ O | Schönheit, Alter, Stadtbild prägend, Größe                                         | 150–180 Jahre. Höhe 42 m, Stammumfang 4,75 m |                                                                                                |
|      | 43  | Platane (Platanus acerifolia)                                     | Rheydt-Mitte        | Werner-Gilles-Straße - Mühlenstr.; im Norden des Schulgartens der Maria-Lenssen-Schule: westl. Ex. 51° 10′ 12,4″ N, 6° 26′ 34,8″ O | Schönheit, Alter, Stadtbild prägend, Größe                                         | 150–180 Jahre. Höhe 40 m, Stammumfang 4,55 m |                                                                                                |
|      | 44  | Platane (Platanus acerifolia)                                     | Rheydt-Mitte        | Werner-Gilles-Straße - Mühlenstr.; im Süden des Schulgartens der Maria-Lenssen-Schule, zwischen den Eingängen Mühlenstr. 33 u. 47 51° 10′ 7,3″ N, 6° 26′ 35,5″ O | Schönheit, Alter, Stadtbild prägend, Größe                                         | ca. 150 Jahre. Höhe 37 m, Stammumfang 4,70 m |                                                                                                |
|      | 45  | Roteiche (Quercus rubra)                                          | Rheydt-Mitte        | Werner-Gilles-Straße - Mühlenstr.; im Nordwesten des Schulgartens der Maria-Lenssen-Schule, 17 m südlich des Pavillons 51° 10′ 11,3″ N, 6° 26′ 35,2″ O | Schönheit, Seltenheit, Alter, Stadtbild prägend, Größe                             | ca. 150 Jahre. Höhe 32 m, Stammumfang 4,30 m |                                                                                                |
|      | 46  | Bergahorn (Acer pseudoplatanus)                                   | Rheydt-Mitte        | Werner-Gilles-Straße - Mühlenstr.; im Nordwesten des Schulgartens der Maria-Lenssen-Schule, 20 m südlich des ND 45 51° 10′ 10,6″ N, 6° 26′ 35,2″ O | Schönheit, Seltenheit, Alter, Stadtbild prägend                                    | 120–150 Jahre. Höhe 33 m, Stammumfang 3,35 m | schönstes Exemplar der Art                                                                     |
|      | 47  | Blutbuche (Fagus sylvatica „atropunicea“)                         | Rheydt-Mitte        | Odenkirchener Str. 9; 30 m hinter dem Haus im Garten 51° 9′ 54″ N, 6° 26′ 34,4″ O | Alter, Stadtbild prägend5                                                          | 150 Jahre. Höhe ca. 36 m, Stammumfang ca. 4,00 m |                                                                                                |
|      | 48  | Blutbuche (Fagus sylvatica „atropunicea“)                         | Rheydt-Mitte        | Odenkirchener Str. 9; im Osten des Hausgartens, 50 m östl. des ND 47 51° 9′ 54″ N, 6° 26′ 37″ O | Schönheit, Stadtbild prägend                                                       | 120 Jahre. Höhe ca. 31 m, Stammumfang ca. 3,90 m |                                                                                                |
|      | 49  | Eibe (Taxus baccata)                                              | Rheydt-Mitte        | Ev. Hauptfriedhof Rheydt, Nordstr. – Friedhofstr.; 15 m westl. des Hauptwegs in 80 m Entfernung vom Eingang Friedhofstraße 51° 10′ 17,4″ N, 6° 26′ 58,6″ O | Schönheit, Alter, Stadtbild prägend                                                | 150–200 Jahre. Höhe 22 m, Stammumfang ca. 3,80 m |                                                                                                |
|      | 50  | Blutbuche (Fagus sylvatica „atropunicea“)                         | Rheydt-Mitte        | Ev. Hauptfriedhof Rheydt, Nordstr. – Friedhofstr.; 8 m östl. vom Eingang Friedhofstraße an der Mauer 51° 10′ 15,6″ N, 6° 27′ 0,7″ O | Schönheit, Stadtbild prägend, Größe                                                | ca. 100 Jahre. Höhe 22 m, Stammumfang 3,35 m |                                                                                                |
|      | 51  | Esskastanie (Castanea sativa)                                     | Rheydt-Mitte        | Mühlenstr. 177; in der Südecke des Gartengrundstücks 51° 10′ 13,1″ N, 6° 27′ 5,8″ O | Schönheit, Stadtbild prägend, Größe                                                | ca. 150 Jahre. Höhe 26 m, Stammumfang 4,45 m | besonders breit ausladende Krone                                                               |
|      | 52  | Esskastanie (Castanea sativa)                                     | Rheydt-Mitte        | Wilhelm-Strauß-Str. 36 / Gracht; Südgrenze des Gartens der Kirchengemeinde, 25 m östlich des Hauses Gracht 29 51° 10′ 1,6″ N, 6° 26′ 55,7″ O | Schönheit, Alter, Stadtbild prägend                                                | ca. 130 Jahre. Höhe 28 m, Stammumfang 4,05 m |                                                                                                |
|      | 53  | Rotbuche (Castanea sativa)                                        | Rheydt-Mitte        | Fagus sylvatica; Südgrenze des Gartens der Kirchengemeinde, 8 m südwestlich des Hauses Gracht 29 51° 10′ 1,9″ N, 6° 26′ 53,2″ O | Schönheit, Seltenheit, Stadtbild prägend                                           | ca. 120 Jahre. Höhe 25 m, Stammumfang 4,05 m |                                                                                                |
|      | 54  | Blutbuche (Fagus sylvatica „atropunicea“)                         | Rheydt-Mitte        | Hauptstr. 266; am Südrand des Hausgartens vor dem Freigelände des SB-Marktes 51° 10′ 10,4″ N, 6° 27′ 21,2″ O | Schönheit, Alter, Größe                                                            | 150–180 Jahre. Höhe 28 m, Stammumfang ca. 4,95 m |                                                                                                |
|      | 55  | Pyramideneiche (Quercus robur „pyramidalis“)                      | Mülfort             | Düsseldorfer Str. 18; Parkplatz Sparkasse, 6 m von der Gebäuderückseite / Nähe Zufahrt 51° 10′ 10,9″ N, 6° 27′ 29,5″ O | Schönheit, Seltenheit, Stadtbild prägend                                           | ca. 120 Jahre. Höhe 32 m, Stammumfang 3,45 m |                                                                                                |
|      | 56  | Fächerblattbaum (Ginkgo biloba)                                   | Mülfort             | Grünfläche Düsseldorfer Str. Richtung Druckerstr.; am Ostrand der Grünverbindung D‘dorferstr. – Autohaus; in der Verlängerung der Südgrenze des Parkplatzes zu D’dorferstr. 18 51° 10′ 10,6″ N, 6° 27′ 32″ O                                                                                      | Schönheit, Stadtbild prägend                                                       | 100–120 Jahre. Höhe 25,5 m, Stammumfang 2,85 m | größtes Exemplar der Art                                                                       |
|      | 57  | Blutbuche (Fagus sylvatica „atropunicea“)                         | Mülfort             | Grünfläche Düsseldorfer Str. Richtg. Druckerstr.; 10 m südöstl. des Gebäudes D’dorfer Str. 18 51° 10′ 11,3″ N, 6° 27′ 31,3″ O | Schönheit, Stadtbild prägend                                                       | ca. 150 Jahre. Höhe 30 m, Stammumfang 4,00 m |                                                                                                |
|      | 58  | 3 Stieleichen (Quercus robur)                                     | Giesenkirchen-Nord  | Puttschen / Ruckes; im Nordwinkel der Wegkreuzung westl. Ruckes, nördlich Puttschen 51° 10′ 4,1″ N, 6° 29′ 31,2″ O | Stadtbild prägend                                                                  | 1. Ex. im SO: ca. 120 Jahre. Höhe 25 m, Stammumfang 3,00 m 2. Ex. im NO: ca. 100 Jahre. Höhe 22 m, Stammumfang 2,55 m 3. Ex. im NW: ca. 100 Jahre. Höhe 22 m, Stammumfang 2,25 m                | etablierte Kronengemeinschaft                                                                  |
|      | 59  | Stieleiche (Quercus robur)                                        | Rheindahlen         | Max-Reger-Str. 50; im Vorgarten 2 m vom Gehweg an der Straße 51° 8′ 54,6″ N, 6° 21′ 52,2″ O | Schönheit, Alter, Stadtbild prägend                                                | ca. 150 Jahre. Höhe 31 m, Stammumfang 3,35 m |                                                                                                |
|      | 60  | Eibe (Taxus baccata)                                              | Rheindahlen         | Plektrudis-straße / Max-Reger-Straße; westl. auf dem Parkplatz an der Straße 51° 8′ 55″ N, 6° 21′ 50,8″ O | Seltenheit, Stadtbild prägend, Größe                                               | 150 Jahre. Höhe 15 m, Stammumfang 2,35 m | besonders breit ausladende Krone                                                               |
|      | 61  | Rot- und Hainbuchen-haushecke (Fagus sylvatica, Carpinus betulus) | Rheindahlen-Land    | Voosener Str. 48, 50; 50 m entlang der Straße mit 2 überkronten, je 4 m breiten Toreinfahrten 51° 8′ 45,9″ N, 6° 23′ 0,2″ O | Schönheit, Seltenheit, Alter, Stadtbild prägend, Größe, kulturhistorisch bedeutsam | ca. 220 Jahre. Höhe 6 m 50 m lang | kulturhistorisch bedeutsame Einfriedung der alten Hofstelle                                    |
|      | 62  | 4 Lebensbäume (Thuja occidentalis)                                | Schmölderpark       | Goetersstr. 4; 1. 12 m von der Südostecke des Hauses, am Gartenrand zur Straße 2. Gartengrenze zur Mittelstraße, in 7 m Abstand von der Goetersstraße 3. Gartengrenze zur Mittelstraße, 12 m nördl. 4 4. nördl. Gartengrenze, in 17 m Abstand von der Mittelstraße 51° 9′ 47,8″ N, 6° 26′ 16,8″ O | Seltenheit, kulturhistorisch bedeutsam                                             | 1. ca. 150 Jahre. Höhe 18 m, Stammumfang 1,50 m 2. ca. 150 Jahre. Höhe 18 m, Stammumfang 1,90 m 3. ca. 150 Jahre. Höhe 23 m, Stammumfang 3,00 m 4. ca. 150 Jahre. Höhe 18 m, Stammumfang 1,45 m | Bestandteil des mediterranen Charakters                                                        |
|      | 63  | Platane (Platanus acerifolia)                                     | Schmölderpark       | Goetersstr. 4; an der westlichen Gartengrenze, in 8 m Abstand von der Straße 51° 9′ 47,5″ N, 6° 26′ 15,7″ O | Schönheit, Alter, Stadtbild prägend                                                | ca. 150 Jahre. Höhe 32 m, Stammumfang 4,80 m |                                                                                                |
|      | 64  | Pyramideneiche (Quercus robur „pyramidalis“)                      | Schmölderpark       | Goetersstr. 7; an der westlichen Gartengrenze, im Hausgarten Richtung Mittelstr., 10 m von der südöstlichen Hausecke 51° 9′ 46,8″ N, 6° 26′ 17,5″ O | Schönheit, Alter, Stadtbild prägend, Größe                                         | ca. 150 Jahre. Höhe ca. 42 m, Stammumfang 4,20 m | höchstes Exemplar der Art                                                                      |
|      | 65  | Winterlinde (Tilia cordata)                                       | Schmölderpark       | Goetersstr. 7; 8 m westl. des Hauses, an der Zufahrt 51° 9′ 47,2″ N, 6° 26′ 15,7″ O | Schönheit, Stadtbild prägend, Größe                                                | 120–150 Jahre. Höhe 32 m, Stammumfang 3,85 m |                                                                                                |
|      | 66  | Mammutbaum (Sequoia gigantea)                                     | Rheydt-Mitte        | Moses-Stern-Str. 28 – 30; unmittelbar südöstl. des Gebäudes, neben der Straße 51° 9′ 49″ N, 6° 26′ 38,6″ O | Schönheit, Seltenheit, Alter, Stadtbild prägend, Größe                             | 120–150 Jahre. Höhe 31 m, Stammumfang 4,60 m |                                                                                                |
|      | 67  | Araukarie (Chilen. Schmucktanne) (Araucaria araucana)             | Rheydt-Mitte        | Odenkirchener Str. 75; im Betriebshof 8 m hinter dem Hausvorsprung 51° 9′ 45,5″ N, 6° 26′ 39,3″ O | Schönheit, Seltenheit, Alter, Stadtbild prägend, Größe                             | 60–100 Jahre. Höhe 18 m, Stammumfang 2,20 m |                                                                                                |
|      | 68  | Araukarie (Chilen. Schmucktanne) (Araucaria araucana)             | Rheydt-Mitte        | Vierhausstr. 9; zentral im Hausgarten 51° 9′ 44,3″ N, 6° 26′ 33,7″ O | Schönheit, Seltenheit, Alter, Stadtbild prägend, Größe                             | ca. 100 Jahre. Höhe 21 m, Stammumfang 1,55 m | größtes Exemplar der Art                                                                       |
|      | 69  | Stieleiche (Quercus robur)                                        | Geistenbeck         | Rhönstr. 3; im westl. Gartenteil in 12 m Abstand zum Gotzweg, Nähe Wasserturm 51° 9′ 10,4″ N, 6° 26′ 4,9″ O | Schönheit, Alter, Stadtbild prägend, Größe                                         | ca. 150 Jahre. Höhe 32 m, Stammumfang 4,20 m | höchstes Exemplar der Art                                                                      |
|      | 70  | Stieleiche (Quercus robur)                                        | Heyden              | Oberheydener Straße (Höhe Nr. 5); 10 m östlich der Zufahrt zur Zingsheimer Straße im Straßenraum 51° 9′ 23,3″ N, 6° 26′ 52,1″ O | Schönheit, Stadtbild prägend                                                       | 100–120 Jahre. Höhe 25 m, Stammumfang 3,45 m |                                                                                                |
|      | 71  | Bergahorn (Acer pseudoplatanus)                                   | Heyden              | Odenkirchener Str. 256; im Hausgarten 7 m südlich der südlichen Hausecke 51° 9′ 20,8″ N, 6° 26′ 56,8″ O | Schönheit, Alter, Stadtbild prägend, Größe                                         | ca. 120 Jahre. Höhe 31,5 m, Stammumfang 3,35 m |                                                                                                |
|      | 72  | Platane (Platanus acerifolia)                                     | Heyden              | Odenkirchener Str. 256; an der Straße im Vorgarten 51° 9′ 21,6″ N, 6° 26′ 57,1″ O | Stadtbild prägend, Größe, gefährdet                                                | 120–150 Jahre. Höhe 35 m, Stammumfang 3,50 m |                                                                                                |
|      | 73  | 2 Blutbuchen (Fagus sylvatica „atropunicea“)                      | Heyden              | Odenkirchener Str. 256; am Südwestrand des Hausgartens 51° 9′ 20,5″ N, 6° 26′ 55,3″ O | Schönheit, Alter, Stadtbild prägend, Größe                                         | 120–150 Jahre. Höhe 33 m 1. Ex. im SO: U 3,50 m 2. Ex. im NW: U 3,65 m | etablierte Kronengemeinschaft                                                                  |
|      | 74  | Blutbuche (Fagus sylvatica „atropunicea“)                         | Heyden              | Gertraudenstr. 2; unmittelbar am Gehsteig Odenkirchener Str. an der nördlichen Ecke des Vorgartens 51° 9′ 20,4″ N, 6° 26′ 58,6″ O | Alter, Stadtbild prägend                                                           | ca. 140 Jahre. Höhe 25 m, Stammumfang 4,20 m |                                                                                                |
|      | 75  | Winterlinde (Tilia cordata)                                       | Schelsen            | Horster Str. 94; im Vorgarten an der Straße 51° 9′ 17,7″ N, 6° 31′ 13,7″ O | Schönheit, Stadtbild prägend, Größe                                                | 100–120 Jahre. Höhe 30,5 m, Stammumfang 3,00 m |                                                                                                |
|      | 76  | Stieleiche (Quercus robur)                                        | Wickrath            | Klosterstr. 8; oberhalb vom Marktplatz Wickrath, Grünfläche vor Einmündung Honiggasse 51° 7′ 46,6″ N, 6° 24′ 45″ O | Schönheit, Stadtbild prägend, kulturhistorisch bedeutsam                           | 120–150 Jahre. Höhe 23 m, Stammumfang 3,55 m | kulturhistorischer Standort vor Rathauskulisse                                                 |
|      | 77  | Rosskastanie (Aesculus hippocastanum)                             | Wickrath            | Bahnhofsplatz; Mittelstreifen Bahnhofsparkplatz, Höhe Mittelteil Stationsgebäude 51° 7′ 57″ N, 6° 24′ 42,5″ O | Schönheit, Stadtbild prägend                                                       | 120–150 Jahre. Höhe 27 m, Stammumfang 3,85 m |                                                                                                |
|      | 78  | Eibe (Taxus baccata)                                              | Wickrath            | Trompeterallee 6; im Innenhof, hinter der Durchfahrt nach 15 m nördl. in der Hofecke 51° 7′ 51,2″ N, 6° 24′ 55,8″ O | Schönheit, Alter, Stadtbild prägend                                                | ca. 150 Jahre. Höhe 18,5 m, Stammumfang 2,15 m |                                                                                                |
|      | 79  | Winterlinde (Tilia cordata)                                       | Odenkirchen         | Laurentiusplatz 9; an Nordostecke der Laurentiuskirche 51° 7′ 55,9″ N, 6° 26′ 59,3″ O | Alter, kulturhistorisch bedeutsam                                                  | ca. 700 Jahre. Höhe 13,5 m, Stammumfang 5,00 m | Stamm hohl, ältester Baum                                                                      |
|      | 80  | Mammutbaum (Sequoia gigantea)                                     | Odenkirchen         | Hoemenstr. 32; in der Ostecke des Grundstücks, unmittelbar hinter dem Gebäude in Richtung Niers-Fußweg 51° 8′ 3,5″ N, 6° 26′ 57,6″ O | Stadtbild prägend, Größe                                                           | ca. 100 Jahre. Höhe 34 m, Stammumfang 2,55 m | größtes Exemplar der Art                                                                       |
|      | 81  | Fächerblattbaum (Ginkgo biloba)                                   | Odenkirchen         | Burgstr. 9; 6 m hinter dem Haus im Garten 51° 8′ 4,4″ N, 6° 27′ 1,8″ O | Schönheit, Stadtbild prägend, Größe                                                | 100–120 Jahre. Höhe 25 m, Stammumfang 3,20 m | mehrstämmig mit breiter Krone                                                                  |
|      | 82  | Blutbuche (Fagus sylvatica „atropunicea“)                         | Odenkirchen         | Burgfreiheit 25; 4 m nördlich der Nordwestecke des Hauses, an der Zufahrt 51° 8′ 9,8″ N, 6° 27′ 10,1″ O | Alter, Stadtbild prägend                                                           | ca. 120 Jahre. Höhe 22 m, Stammumfang 3,80 m |                                                                                                |
|      | 83  | Christusdorn (Gleditsia triacanthos)                              | Odenkirchen         | Ev. Friedhof Odenkirchen Kirchhofstraße 42; 50 m von der Nordecke des Friedhofs in östl. Richtg., an der Kamphausener Straße 51° 8′ 5,6″ N, 6° 27′ 30,6″ O | Schönheit, Seltenheit, Alter                                                       | ca. 100 Jahre. Höhe 22 m, Stammumfang 3,15 m | besonders großes Exemplar der Art                                                              |
|      | 84  | Esche (Fraxinus excelsior)                                        | Wickrath-West       | Voigtsstr. 18; 80 m nordöstlich des Haupthauses auf der Wiese 51° 7′ 26,8″ N, 6° 23′ 27,2″ O | Schönheit, Alter, Stadtbild prägend                                                | 80–100 Jahre. Höhe 20 m, Stammumfang 2,90 m | besonders gleichmäßiger und ausladender Kronenwuchs                                            |
|      | 85  | Atlaszeder (Cedrus atlantica „glauca“)                            | Wanlo               | An der Kirche 5; westlich des Kindergartens am Haus Nr. 7 an der Straße 51° 5′ 45,2″ N, 6° 24′ 45,7″ O | Seltenheit, Stadtbild prägend, Größe                                               | 80–100 Jahre. Höhe 20 m, Stammumfang 2,78 m |                                                                                                |

### Im Landschaftsplanbereich
| Bild | Nr. | Bezeichnung | Fläche     | Lage                            | Schutzgrund | Bemerkungen |
| ---- | --- | --- | ---------- | ------------------------------- | --- | --- |
|      | 1   | Wäldchen bei Schomm an der nordwestlichen Stadtgrenze: alter Schneitelbuchenbestand mit z. T. 120 cm durchmessenden, knorrigen und mehrschäftigen Buchen                             | ca. 1,7 ha | 51° 13′ 25,3″ N, 6° 19′ 59,9″ O | Erhalt des alten Schneitelbuchenbestandes wegen seiner Seltenheit, Eigenart, landeskundlichen und kulturhistorischen Bedeutung                  | |
|      | 2   | Ehemalige, nunmehr sich selbst überlassene Abgrabung mit 0,3 ha großer Wasserfläche im Westteil des Hardter Waldes (wertvolles Amphibienlaichgewässer; einzigartig in dieser Gegend) | ca. 3,5 ha | 51° 11′ 38,8″ N, 6° 19′ 34,7″ O | Erhalt eines faunistisch wertvollen Feuchtbiotops mit hohem Amphibienbestand wegen seiner Seltenheit im betroffenen Landschaftsraum             | |
|      | 3   | Blutbuche am Herdter Hof südlich des Hardter Waldes; mächtiges Exemplar von besonderer Schönheit                                                                                     |            | 51° 10′ 57,4″ N, 6° 20′ 20,4″ O | Erhalt der Blutbuche wegen ihrer besonderen Schönheit und landschaftlichen Wirkung                                                              | |
|      | 4   | "Hexenkull" im Ostteil des Hardter Waldes | ca. 500 m² | 51° 11′ 24″ N, 6° 20′ 42″ O     | Erhalt der Solitäreiche wegen ihrer Seltenheit, Eigenart und Schönheit; Erhalt der Senke wegen ihrer heimatkundlichen Bedeutung                 | Zumindest im Frühjahr wasserbespannte Senke mit alter Solitäreiche; Amphibienlaichgewässer                                                                     |
|      | 5   | Buche nordwestlich des Eichhofweihers, unmittelbar südlich des HQ |            | 51° 9′ 58,3″ N, 6° 18′ 14,8″ O  | Erhalt der Buche wegen ihrer Seltenheit, Eigenart und Schönheit                                                                                 | Mächtiges Exemplar von besonderer Schönheit |
|      | 6   | Allee zwischen Priorshof und Voigtshof westlich von Wickrath |            | 51° 7′ 44,8″ N, 6° 23′ 27,6″ O  | Erhalt der Allee wegen ihrer Seltenheit, Eigenart und besonderen Schönheit                                                                      | Vorwiegend Rosskastanien, Linden und Buchen von hoher Vitalität und mit hervorragender Raumwirkung in einer ausgeräumten Ackerflur (Stammdurchmesser 60–80 cm) |
|      | 7   | Drei Linden an der Berger Dorfstraße vor dem Finkenberger Hof südlich von Wickrathberg                                                                                               |            | 51° 6′ 36,4″ N, 6° 25′ 7″ O     | Erhalt der Baumgruppe wegen ihrer Eigenart, Schönheit und besonderen Bedeutung für das Ortsbild                                                 | |
|      | 8   | Zwei Rosskastanien in Mongshof am nordöstlichen Ortsausgang; mächtige Exemplare von besonderer Schönheit                                                                             |            | 51° 7′ 4,1″ N, 6° 27′ 11,9″ O   | Erhalt der Baumgruppe wegen ihrer Schönheit, Eigenart und besonderen Wirkung für das Ortsbild                                                   | |
|      | 9   | Hohlweg am Galgenberg östlich von Odenkirchen: Lössflora (Trockenrasenvegetation), naturnaher Gehölzbestand                                                                          | ca. 4,3 ha | 51° 8′ 27,6″ N, 6° 26′ 50,3″ O  | Erhalt der Vegetation und Geländeform wegen ihrer Seltenheit, Eigenart und Schönheit sowie aus wissenschaftlichen und landeskundlichen Gründen. | |
|      | 12  | Rotbuchenreihe am Ringgraben südlich von Haus Horst |            | 51° 10′ 7,9″ N, 6° 31′ 16,4″ O  | Erhalt der Baumreihe wegen ihrer besonderen Schönheit und Eigenart                                                                              | |
|      | 13  | Altholzbestand am Ringgraben östlich von Haus Horst |            | 51° 10′ 11,3″ N, 6° 31′ 22,4″ O | Erhalt der Bäume wegen ihrer Seltenheit, Eigenart und Schönheit                                                                                 | Blutbuchen und Eiben von besonderer Eigenart und Schönheit (Stammdurchmesser teilweise 100 cm)                                                                 |
|      | 14  | Zwei Stieleichen im Waldbereich südöstlich von Haus Horst |            | 51° 10′ 6,6″ N, 6° 31′ 27,1″ O  | Erhalt der Bäume wegen ihrer Seltenheit, Eigenart und Schönheit bis zum physiologischen Ende                                                    | (Ebenso mächtige Exemplare wie Naturdenkmal 15.) |
|      | 15  | Stieleiche im Waldbereich südöstlich von Haus Horst |            | 51° 10′ 5,2″ N, 6° 31′ 33,6″ O  | Erhalt des Baumes wegen seiner Seltenheit, Eigenart und Schönheit bis zum physiologischen Ende                                                  | ca. 350 Jahre alt. Stammumfang ca. 5,60 m. |
|      | 16  | Wertvoller Gehölzbestand im Schlossbereich von Schloss Rheydt |            | 51° 10′ 55,2″ N, 6° 28′ 53,8″ O | Erhalt der Bäume wegen ihrer Seltenheit, Eigenart und Schönheit                                                                                 | Zwei Platanen, 200-jährig, 3,90 bzw. 4,60 m Stammumfang; Eibe, 100-jährig, 2,30 m Stammumfang; Edelkastanie, 80-jährig, 4,80 m Stammumfang                     |
|      | 17  | Alte, besonders schöne und raumgliedernde Kopfweidenreihe in der Niersaue östlich der Myllendonker Straße (westlich von Schloss Myllendonk)                                          |            | 51° 12′ 36,4″ N, 6° 29′ 13,6″ O | Erhalt der Bäume wegen ihrer Seltenheit, Eigenart und Schönheit, wegen ihrer landeskundlichen Bedeutung sowie als Nistbäume für Höhlenbrüter    | 12 Kopfweiden und 2 Kopfeschen bis 90 cm Stammdurchmesser. |
|      | 19  | Zwei alte Eiben, an der Donker Straße 180 in Mackeshütte (nördlich der ehemaligen Bahn)                                                                                              |            | 51° 14′ 5,3″ N, 6° 29′ 12,8″ O  | Erhalt der Bäume wegen ihrer Seltenheit, Eigenart und Schönheit                                                                                 | |